# Nemoria caerulescens
Nemoria caerulescens là một loài bướm đêm trong họ Geometridae.